# Serie Intercontinental
La Serie Intercontinental fue una competencia de béisbol que debía reunir anualmente a los equipos ganadores de las ligas invernales profesionales de Colombia, Cuba, Estados Unidos, Curazao, Corea del Sur y Japón. En el caso de Cuba, el representante será la FEPCUBE (representa a jugadores nacidos en Cuba o descendientes de cubanos que han desarrollado sus carreras en suelo estadounidense)

## Historia

### Antecedentes
En 2013 se creó la Asociación Latinoamericana de Béisbol Profesional con la que se dio paso a la Serie Latinoamericana organizado por el Team Rentería hasta 2019 cuando fue interrumpida. "Queremos retomar la Serie Latinoamericana, pero cambiando el nombre por la Serie Intercontinental de Beisbol Profesional (IPBS). La idea es que participen los países que ya habían estado junto a los otros de diferentes continentes. Queremos agrupar el mayor número de países para tener esta fiesta como la teníamos con la Serie Latinoamericana" fueron las palabras de Édison Rentería, presidente de la organización.

### Fallida primera edición
El 18 de septiembre de 2023 se anunció a Barranquilla como sede del evento con participantes de Colombia, Cuba (FEPCUBE), Curazao, Corea del Sur, Estados Unidos, Indonesia, Japón y México. En un principio se firmó un acuerdo con las ligas para disputar esta serie por los próximos cinco años. Para 2025 la intención es que participen ligas de otros países aparte de los ya mencionados.
Se debió disputar del 26 de enero al 1 de febrero y contará finalmente con 6 equipos de Colombia, Cuba (FEPCUBE), Curazao, Corea del Sur, Estados Unidos y Japón, el torneo se jugará con un todos contra todos en la primera ronda, cada novena jugará cinco compromisos enfrentando una vez a cada equipo. Los cuatro mejores avanzarán a las semifinales, a un solo juego: el primero enfrentará al cuarto y el segundo al tercero. Los ganadores jugarán la final para definir al campeón.
El 16 de enero del 2024, a 10 días del comienzo del torneo, el Ministerio del Deporte negó el aval para la realización del torneo, además de no reconocer al combinado de la FEPCUBE, lo cual también imposibilitó la realización de la competencia.El 20 de septiembre del mismo año, se creó la Asociación de Beisbol de las Américas, con el objetivo de realizar la Serie de Las Américas, torneo en el que participan los campeones de varios países del continente americano, incluyendo los campeones de Colombia y Curazao. Lo cual sepulta las intenciones de realizar otra edición de la Serie Intercontinental.

## Participantes
Participan los equipos campeones de cada liga integrante de la IBPS.
| País           | Liga                                   | Desde |
| -------------- | -------------------------------------- | ----- |
| Colombia       | Liga Colombiana de Béisbol Profesional | 2024  |
| Corea del Sur  |                                        | 2024  |
| Curazao        | Curaçao Winter League                  | 2024  |
| Cuba           | FEPCUBE                                | 2024  |
| Estados Unidos |                                        | 2024  |
| Japón          |                                        | 2024  |

- Cada equipo representa a su país como selección, el uniforme es el utilizado en el clasificatorio del Clásico Mundial de Béisbol.
- En el lado izquierdo, la bandera del país; en el derecho, el logo de la liga respectiva.

## Campeones
A continuación, se muestran las ediciones disputadas y por disputar:
| Año  | Sede         | Campeón   | Resultado | Subcampeón | Mánager   | Récord    |
| ---- | ------------ | --------- | --------- | ---------- | --------- | --------- |
| 2024 | Barranquilla | Cancelada | Cancelada | Cancelada  | Cancelada | Cancelada |